# Olympique Gymnaste Club de Nice 1956-1957
Questa voce raccoglie le informazioni riguardanti il Olympique Gymnaste Club de Nice nelle competizioni ufficiali della stagione 1956-1957.

## Avvenimenti
Il Nizza conclude il campionato francese in tredicesima posizione. Nella coppa nazionale supera Olympique Lyon (1-0), LOSC Lille (2-2, 7-1 nella ripetizione), perdendo in semifinale 3-2 contro il Tolosa.
I francesi partecipano alla Coppa dei Campioni, eliminando Aarhus (2-6) e Rangers (3-3, 3-1 nello spareggio), prima di essere esclusi dal Real Madrid (6-2), futuro vincitore del torneo.

## Maglie
| Manica sinistra · Manica sinistra · Maglietta · Maglietta · Manica destra · Manica destra · Pantaloncini · Calzettoni |

## Rosa
| N. |                      | Ruolo | Calciatore        |
| -- | -------------------- | ----- | ----------------- |
|    | Francia (bandiera)   | P     | Dominique Colonna |
|    | Francia (bandiera)   | P     | Georges Lamia     |
|    | Francia (bandiera)   | D     | Gilbert Bonvin    |
|    | Francia (bandiera)   | D     | Alain Cornu       |
|    | Argentina (bandiera) | D     | Pancho González   |
|    | Francia (bandiera)   | D     | Alphonse Martínez |
|    | Italia (bandiera)    | D     | Aleardo Nani      |
|    | Francia (bandiera)   | C     | Henri Diratz      |
|    | Francia (bandiera)   | C     | Ferry Koczur      |
|    | Francia (bandiera)   | C     | François Milazzo  |

| N. |                        | Ruolo | Calciatore           |
| -- | ---------------------- | ----- | -------------------- |
|    | Francia (bandiera)     | C     | Vincent Scanella     |
|    | Ungheria (bandiera)    | C     | Joseph Ujlaki        |
|    | Francia (bandiera)     | A     | Jean-Pierre Alba     |
|    | Argentina (bandiera)   | A     | Rubén Norberto Bravo |
|    | Francia (bandiera)     | A     | Jacques Faivre       |
|    | Francia (bandiera)     | A     | Jacques Foix         |
|    | Francia (bandiera)     | A     | Omar Keita           |
|    | Argentina (bandiera)   | A     | Alberto Muro         |
|    | Lussemburgo (bandiera) | A     | Vic Nurenberg        |

## Risultati

### Coppa dei Campioni
| Arbitro: | Ellis |

|            |           |          |
| Jensen 16’ | Marcatori | 61’ Foix |

| Arbitro: | Husband |

|                                          |           |            |
| Foix 2’ Milazzo 27’, 74’ Faivre 45’, 60’ | Marcatori | 77’ Jensen |

| Arbitro: | Ellis |

|                        |           |            |
| Murray 40’ Simpson 81’ | Marcatori | 23’ Faivre |

| Arbitro: | Pieri |

|                    |           |                    |
| Bravo 61’ Foix 64’ | Marcatori | 40’ (rig.) Hubbard |

| Arbitro: | Versyp |

|                             |           |  |
| Joseíto 18’ Mateos 49’, 72’ | Marcatori |  |

| Arbitro: | Husband |

|                            |           |                                 |
| Foix 15’ Koczur 82’ (rig.) | Marcatori | 45’ Joseíto 50’, 79’ Di Stéfano |

## Statistiche

### Andamento in campionato
| Giornata  | 1 | 2  | 3 | 4  | 5  | 6  | 7  | 8  | 9  | 10 | 11 | 12 | 13 | 14 | 15 | 16 | 17 | 18 | 19 | 20 | 21 | 22 | 23 | 24 | 25 | 26 | 27 | 28 | 29 | 30 | 31 | 32 | 33 | 34 |
| --------- | - | -- | - | -- | -- | -- | -- | -- | -- | -- | -- | -- | -- | -- | -- | -- | -- | -- | -- | -- | -- | -- | -- | -- | -- | -- | -- | -- | -- | -- | -- | -- | -- | -- |
| Luogo     | C | T  | C | T  | T  | C  | T  | C  | T  | C  | T  | C  | T  | C  | T  | C  | C  | T  | T  | C  | T  | C  | T  | C  | T  | C  | C  | T  | T  | C  | C  | T  | C  | T  |
| Risultato | N | P  | V | P  | P  | N  | V  | V  | P  | N  | N  | N  | N  | V  | P  | V  | V  | P  | V  | V  | N  | P  | P  | V  | P  | P  | P  | P  | P  | N  | V  | P  | N  | P  |
| Posizione | 8 | 15 | 9 | 15 | 16 | 14 | 12 | 11 | 11 | 11 | 11 | 11 | 12 | 11 | 11 | 11 | 10 | 11 | 10 | 9  | 9  | 9  | 10 | 9  | 9  | 9  | 9  | 10 | 11 | 11 | 11 | 13 | 13 | 13 |

Fonte:  France » Ligue 1 1956/1957 » Schedule, su worldfootball.net.
Legenda:

Luogo: C = Casa; T = Trasferta. Risultato: V = Vittoria; N = Pareggio; P = Sconfitta.